# Subhâshitaratnakosha

Le Subhâshitaratnakosha, ou Trésor des vers excellents, est la plus ancienne anthologie de poésie sanskrite connue à ce jour. Elle fut composée vers 1130 par un moine bouddhiste appelé Vidhyâkara, dont le monastère se situait dans une région du Bengale qui fait maintenant partie du Bangladesh.
Le plus ancien exemplaire de cette anthologie provient d'un monastère tibétain et contient environ 1 000 citations. Un deuxième manuscrit, retrouvé parmi les papiers d'un râja du Népal, contient 1 738 citations de 275 auteurs ayant vécu pour la plupart pendant la période comprise entre 700 et 1050. Sur un total de 50 chapitres, les sept premiers sont consacrés au Bouddha, aux bodhisattvas et aux divinités hindoues. Les autres chapitres ont pour thèmes l'amour et les saisons, les villages et les champs, la guerre et les héros, la sagesse et la poésie. Comme son successeur Shrîdharadâsa, qui composa le Saduktikarnâmrita, Vidhyâkara cite des auteurs classiques tels que Kâlidâsa et Bhâvabhûti ainsi que des poètes et des dramaturges de la région qui comprend le Bengale et le Bihar actuels.
On pense que Vidhyâkara a puisé dans la bibliothèque de son monastère pour composer son anthologie et qu'il a dû y travailler toute sa vie. Son manuscrit fut probablement emporté avec d'autres lors du déclin du bouddhisme en Inde au temps des premières invasions musulmanes.